# Rocker
El término inglés rocker o el español roquero se refiere a todo aquel aficionado, seguidor o intérprete del género rock que además se peina y viste acorde a la imagen de los roqueros estadounidenses de la década de 1950.  Asimismo se refiere a la subcultura de los motociclistas originarios de Estados Unidos y Reino Unido surgida en la década de 1950, también llamados leather boys, Ton-up boys, o café racers.
Más específicamente, los rockers o roqueros son los seguidores de los movimientos musicales desarrollados por los artistas estadounidenses de rock and roll y rockabilly en la década de los 50 y comienzos de los 60, como Elvis Presley, Gene Vincent y Eddie Cochran, entre otros. 
En Estados Unidos esta subcultura está ligada a los llamados Greasers, mientras en Reino Unido influyó a la subcultura de los Teddy boys, que mezclaba cierta herencia estética británica con las nuevas modas juveniles provenientes de Estados Unidos.

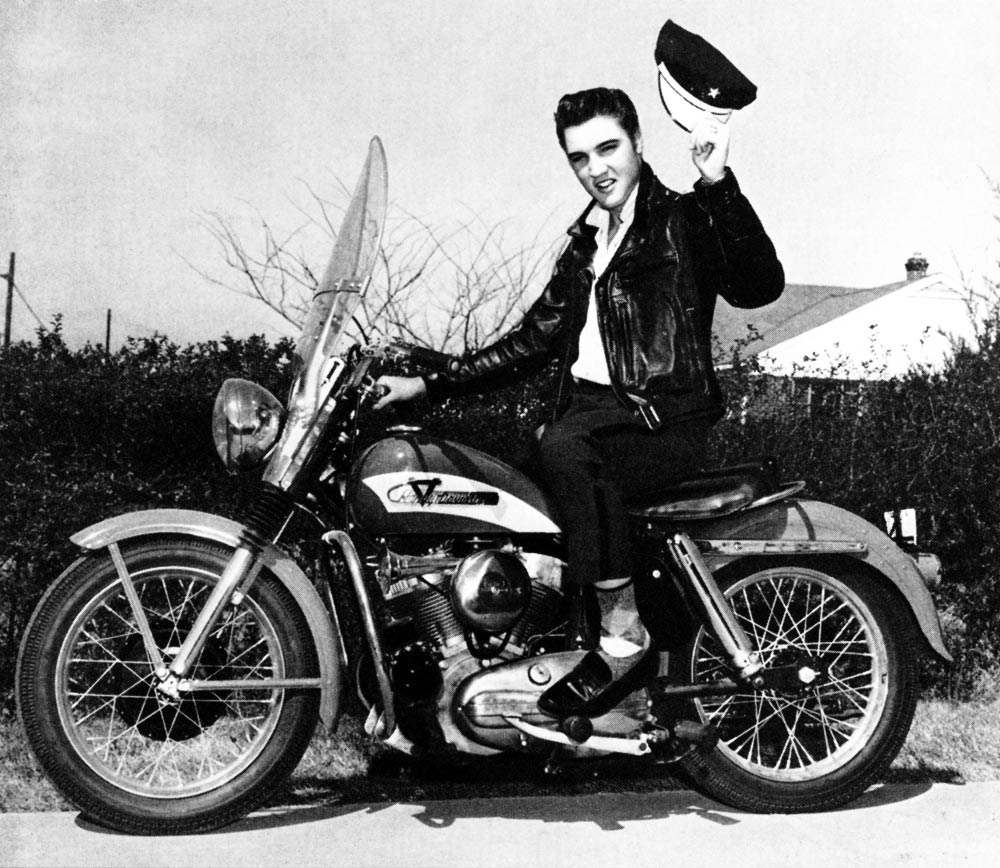
Elvis Presley en 1956

## Orígenes
Los rockers, como tribu urbana, nacieron en los años 50 del siglo XX en Estados Unidos de América, teniendo como una de sus bases la película de 1953 protagonizada por Marlon Brando The Wild One (el Salvaje). El movimiento tendría en esa misma década una expansión hacia el Reino Unido.
Esos roqueros primigenios coincidían básicamente en sus gustos musicales por el floreciente rock and roll de Elvis Presley, Chuck Berry, Bill Haley, Eddie Cochran, Buddy Holly, Jerry Lee Lewis, Little Richard y Gene Vincent entre otros, conjuntamente con las actitudes de personajes del cine como los interpretados por Marlon Brando y James Dean.
En el Reino Unido, en el período de la posguerra, las motocicletas adquirieron prestigio, ya que eran consideradas como objetos de riqueza y encanto. A comienzos de los 50 la clase media trabajadora podía acceder a motocicletas baratas y estas se convirtieron en el transporte de los pobres. Los roqueros se desarrollaron allí como subcultura debido a factores como: el final del racionamiento de la posguerra y un crecimiento general en la prosperidad de los jóvenes de la clase media trabajadora con la posibilidad de adquirir créditos y financiamientos, la construcción de carreteras alrededor de las ciudades que eran usadas como pistas de carrera, el desarrollo de motocicletas modificadas para aligerar su peso y correr a altas velocidades y el apogeo de los ingenieros y mecánicos para este último propósito.
En el Reino Unido durante los años 50 a los rockers motociclistas se los llamó ton-up boys debido a que el término doing a ton en jerga inglesa significa «conducir a 160 km/h o más» y hay quienes consideran a los teddy boys, otra subcultura británica contemporánea, como sus ancestros espirituales, aunque la inspiración musical vendría de la cultura musical norteamericana que tuvo una fuerte influencia en los jóvenes europeos.

## Estética del roquero
Elvis Presley, apodado "el Rey" es considerado un icono del rock and roll y de la cultura norteamericana y en torno a su figura se forjó la imagen del rocker que perduraría hasta nuestros días. Con la irrupción de Presley nace el rock and roll como concepto y como actitud de vida.
La estética básica del roquero consistiría en peinados con tupé, largas patillas, pantalones arremangados en las botamangas, cazadoras de cuero y playeras color blanco. 
La cazadora de cuero, que ya habían usado los actores Marlon Brandon y James Dean para encarnar a personajes rebeldes, fue utilizada al inicio de su carrera por el músico Gene Vincent por indicación de su mánager, que le instó a usarlas en lugar de sus chaquetas de béisbol. Elvis las incorporaría para sus películas King Creole de 1958 y Roustabout de 1964 y posteriormente en 1968 para su Elvis 1968 Come Back Special.
En EE. UU. a quienes portaban esta clase de aspecto solía apodárseles greasers, en contrapartida con los preppies, quienes cuidaban la pulcritud y el aseo más acorde al ámbito de estudio escolar.

## Carreras de motos a alta velocidad

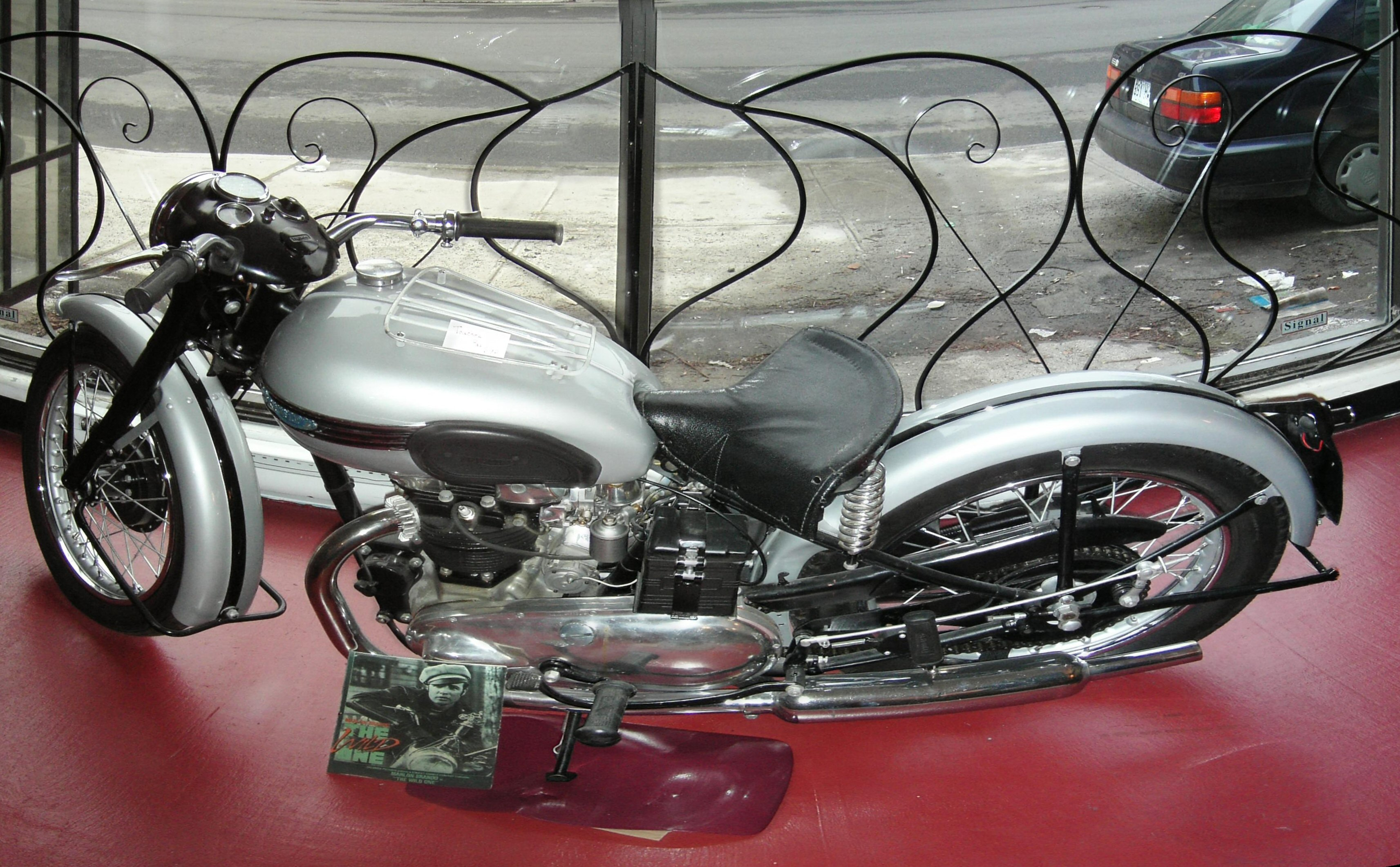
Triumph Thunderbird

El término cafe racers ('corredores de cafetería') surgió en los años 50 cuando los paradores para camioneros en las rutas eran usados como puntos de partida y meta en carreras de motocicletas. Estas motos generalmente eran modificadas manualmente para facilitar el manejo y permitirles alcanzar mayores velocidades en detrimento del confort.
Otra teoría ampliamente aceptada es que, en algunas ciudades, los jóvenes se reunían en las cafeterías, y básicamente al gustar de correr en sus motos modificadas en dicho estilo, aceptaban desafíos de carreras, las cuales consistían en poner una canción en una gramola y el tiempo transcurrido de la canción era el límite para dar una vuelta determinada entre la cafetería y un punto determinado en la apuesta.
Las características de estas motos incluían un solo asiento, manillar bajo para facilitar la aerodinámica, un tanque largo de combustible (los de aluminio eran pulidos y dejados sin pintar), estribos o reposapiés para lograr un mejor manejo en las curvas, tubos de escape inclinados hacia atrás y con o sin una carlinga, ya fuera media o completa.

## En películas y series

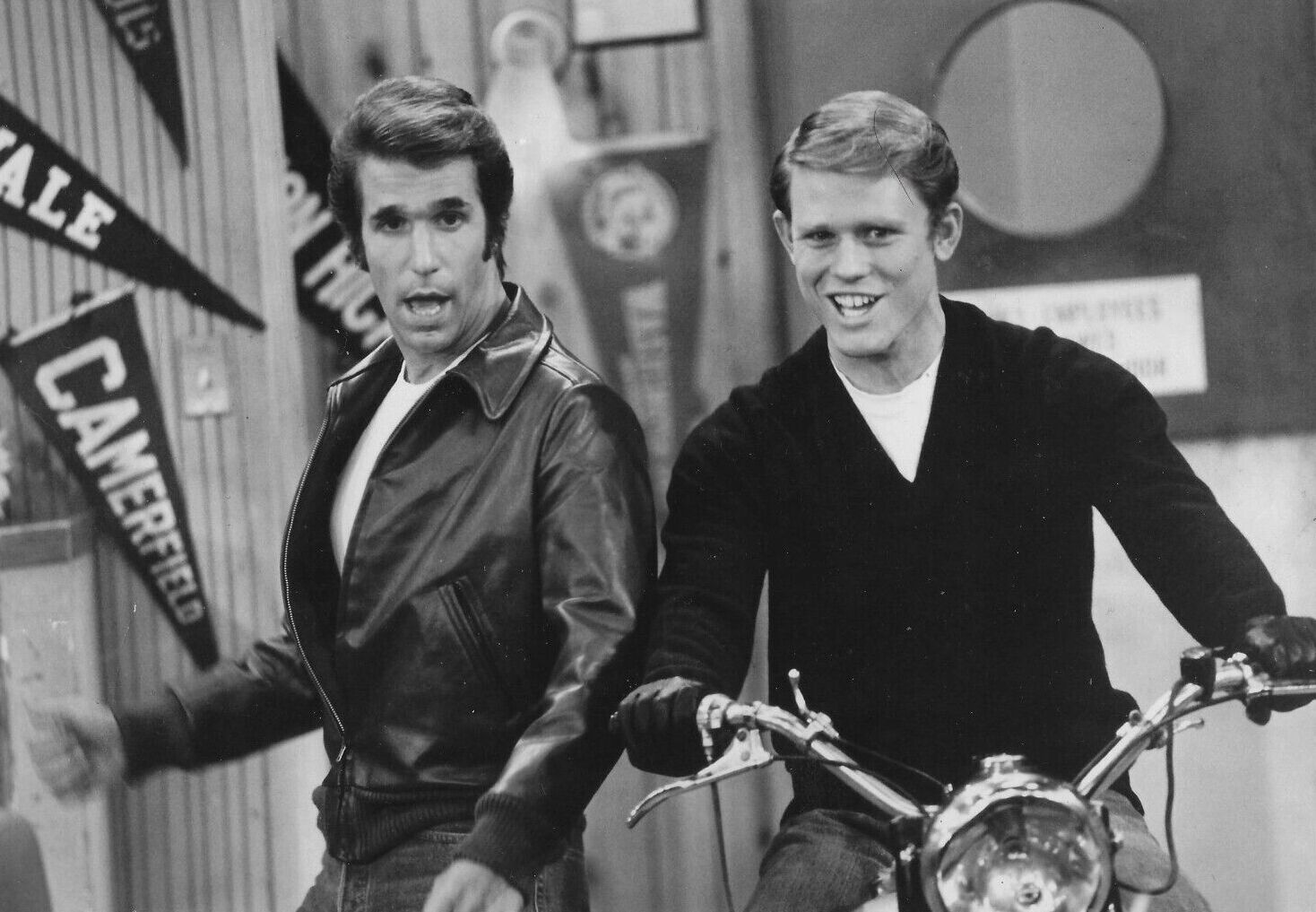
Henry Winkler y Ron Howard en la serie "Días Felices"

- The Wild One (Salvaje) 1953 con Marlon Brando, donde dos rivales motociclistas aterrorizan un pueblo, después de que uno de ellos sea encerrado en la cárcel.[19]
- Semilla de maldad 1955, mostró la primera actuación de rock and roll en la historia del cine, con Bill Haley & His Comets tocando Rock Around the Clock
- Rebelde sin causa 1955 con James Dean[20]
- Gigante 1956 con James Dean[21]
- Jailhouse Rock 1957 con Elvis Presley[22]
- King Creole 1958 con Elvis Presley[23]
- West Side Story (Amor sin barreras) 1961 con Natalie Wood[24]
- Bye Bye Birdie 1963 con Ann-Margret[25]
- Roustabout 1965 de Elvis Presley[26]
- American Graffiti 1973 de George Lucas, con Richard Dreyfuss y Harrison Ford[27]
- The Lords of Flatbush (La pandilla del barrio) 1974 con Sylvester Stallone y Henry Winkler[28]
- Los días felices serie de 1974 a 1984 con el actor y director Henry Winkler en el personaje emblemático de Artur Fonzarelli "Fonzie" o "Fonz".
- Laverne and Shirley serie de 1976 hasta 1983
- El príncipe de Central Park 1977 con Mark Vahanian en el papel de Elmo, un joven pandillero de Manhattan
- Grease 1978 con John Travolta y Olivia Newton-John[29]
- The Wanderers (Las pandillas del Bronx) (1979)
- Rebeldes (The outsiders) (1983) de Francis Ford Coppola -C.Thomas Howell, Matt Dillon, Ralph Macchio, Diane Lane, Rob Lowe, Patrick Swayze, Emilio Estévez, Tom Cruise, Glenn Withrow, Leif Garrett, Michelle Meyrink, Darren Dalton, Tom Waits
- La ley de las calles 1983 de Francis Ford Coppola, con Matt Dillon y Mickey Rourke
- Reckless 1984 con Aidan Quinn y Daryl Hannah[30]
- Regreso al Futuro 1985 con Michael J. Fox
- El Kid celestial 1985 con Lewis Smith[31]
- Peggy Sue se casó 1986 de Francis Ford Coppola, con Nicolas Cage y Kathleen Turner[32]
- La bamba 1987 biopic de Ritchie Valens[33]
- Great Balls of Fire! 1989 biopic de Jerry Lee Lewis[34]
- Regreso al futuro II 1989 con Michael J. Fox
- Corazón salvaje 1990 con Nicolas Cage y Laura Dern[35]
- Las aventuras de Ford Fairlane 1990 con Andrew Dice Clay[36]
- Cry-Baby 1990 con Johnny Depp
- Harley Davison y Marlboro Man 1991 con Mickey Rourke y Don Johnson[37]
- The Locusts 1997 con Ashley Judd[38]
- Jóvenes salvajes (Deuces Wild) 2002 con James Franco y Matt Dillon[39]

## En la música
• Elvis Presley
• Chuck Berry
• Little Richard
• Bo Diddley
• Johnny Cash
• Fats Domino
• Bill Haley & His Comets
• Jerry Lee Lewis
• Buddy Holly
• Roy Orbison
• Eddie Cochran
• Gene Vincent
• Carl Perkins
• Link Wray
• Ritchie Valens
• The Everly Brothers
• Wanda Jackson
• Screamin' Jay Hawkins
• Ike Turner
• Sun Records, sello discográfico
Además de los artistas norteamericanos de los 50, el género ha tenido diversos seguidores en las décadas siguientes como The Quarry Men, Sha Na Na, led Zeppelin, Brian Setzer y The Stray Cats, Robert Gordon, Patricia Day, Chriss Isaak. En España, Loquillo y los Trogloditas, Los Rebeldes, La Frontera, Dinamita pa' los Pollos o Los coyotes. En México, Los Mexicanos, Teen Tops y Rebel Cats. En Argentina, Sandro y los de Fuego, Pelvis Gallos Negros , Radio Texas  Dick Rivas Los Vengadores Rockabilly Hot Band y Los Super Ratones entre muchos otros.